# Virksomhedspant
Virksomhedspant blev indført i dansk ret 1. januar 2006 efter anbefaling af kommissionen bag betænkning 1459. Virksomhedspant er et panteretligt redskab der skal lette virksomheders adgang til finansiering, ved pantsætning af forskellige aktivkategorier. Virksomhedspantet er karakteriseret ved at være "flydende", hvorved det pantsattes værdi kan variere. Der er således med virksomhedspants indførelse i dansk ret, hjemlet en undtagelse til det hidtidige udgangspunkt, om forbud mod generalpant jf. Tinglysningsloven (TL) § 47 a. Virksomhedspant skal tinglyses for at have retsvirkning overfor tredjemand.

## Aktivkategorier der kan virksomhedspantsættes
Jf. TL § 47 c, stk. 3 kan følgende aktivkategorier virksomhedspantsættes:
1. simple fordringer hidrørende fra salg af varer og tjenesteydelser,
2. lagre af råvarer, halvfabrikata og færdigvarer,
3. de i § 42 c nævnte køretøjer, som ikke er og aldrig har været registreret i Centralregisteret for Motorkøretøjer eller i et tilsvarende udenlandsk register,
4. driftsinventar og driftsmateriel,
5. drivmidler og andre hjælpestoffer,
6. besætning og
7. goodwill, domænenavne og rettigheder i henhold til patentloven, varemærkeloven, designloven, brugsmodelloven, mønsterloven, ophavsretsloven og lov om beskyttelse af halvlederprodukters udformning (topografi).

## Aktivkategorier der ikke kan virksomhedspantsættes
Jf. TL § 47 c, stk. 4, kan følgende aktivkategorier ikke virksomhedspantsættes:
1. aktiver omfattet af en tinglyst panteret i medfør af § 37, uanset hvornår panteretten i den faste ejendom er tinglyst,
2. aktiver, der kan omfattes af en panteret i en andel i en andelsboligforening i medfør af § 42 j, stk. 4,
3. inventar og varelager omfattet af § 71, stk. 3, i lov om apoteksvirksomhed,
4. de i § 42 c nævnte køretøjer, der er fritaget for registrering,
5. skibe med en bruttotonnage på 5 eller derover og aktiver, der kan omfattes af en panteret i skibe i medfør af sølovens § 28 og § 47, og
6. luftfartøjer og aktiver, der kan omfattes af en panteret i luftfartøjer i medfør af §§ 1, 22 og 24 i lov om registrering af rettigheder over luftfartøjer.

## Grundlag for vedtagelsen af lovgivningen om virksomhedspant
Til brug for overvejelserne om indførelse af lovgivning om virksomhedspant nedsatte Justitsministeriet den 23. september 2003 et udvalg, der skulle afgive en betænkning om "de spørgsmål af retlig, økonomisk og praktisk karakter, som indførelse af virksomhedspant giver anledning til, og fremkomme med forslag til, hvorledes der kan udformes en ordning med virksomhedspant". Betænkningen blev offentliggjort den 23 februar 2005 som betænkning 1459, og dannede grundlag for indførelsen af virksomhedspant, dog med enkelte ændringer, eksempelvis tinglysningslovens § 47c, stk. 5, efter hvilken et tinglyst virksomhedspant skal respektere senere udlæg, hvis udlægshaveren senest 3 hverdage efter udlæggets foretagelse har givet meddelelse til virksomhedspanthaveren om udlægget.

## Problematik
Det vil oftest være et pengeinstitut der får virksomhedspant i en virksomhed til gengæld for f.eks. en kassekredit.
Det er ikke i sig selv et problem, problemet opstår i tilfælde af at virksomhedspantsætter bliver insolvent efter Konkursloven (KL) § 17 stk. 2, og således ikke kan honorere de simple kreditorers krav, f.eks. vareleverandører. De efterlades med simple krav i skyldnerens konkursbo jf. KL § 97, som det således også hidtil har været tilfældet.
Men som følge af at virksomhedspanthavers krav er et separatistkrav, skal dette opfyldes forinden de øvrige kreditorer, hvorfor der ofte ikke vil være overskydende dividende til de simple kreditorer, idet virksomhedspantet kan omfatte stort set alle virksomhedens aktiver. Der er således en risiko for at leverandører vil være tøvende med at tilbyde leverandørkredit til virksomhedspantsatte virksomheder, idet muligheden for at få dividende i tilfælde af skyldners konkurs minimeres.
Dermed er der risiko for at virksomheder der har virksomhedspantsat aktiver, vil gå glip af de fordele der er forbundet med leverandørkredit.

## Eksterne kilder og henvisninger
1. 1 2 3  Tinglysningsloven – Bekendtgørelse af lov om tinglysning – Tinglysningsloven – retsinformation.dk
2. ↑  "Betnkning om virksomhedspant" (PDF). Arkiveret fra originalen (PDF) 5. januar 2018. Hentet 4. januar 2018.
3. ↑  "Likviditetsmæssige problemstillinger i relation til virksomhedspant" (PDF). Arkiveret fra originalen (PDF) 11. november 2011. Hentet 25. august 2011.